# Caringbah
 (septembre 2019).
Caringbah est une banlieue du sud de Sydney, dans l'État de Nouvelle-Galles du Sud, en Australie. Caringbah se trouve à 24 kilomètres au sud du quartier central des affaires de Sydney, dans la région de Sutherland Shire.
Caringbah s'étendait autrefois de la baie Woolooware sur la rivière Georges à La baie Yowie et à la baie Burraneer dans l'estuaire du Port Hacking. Un certain nombre de localités de Caringbah ont été déclarées banlieues séparées, mais partagent toujours le code postal 2229. Ces banlieues comprennent Taren Point au nord sur la rivière Georges, et Port Hacking, Lilli Pilli, Dolans Bay et Caringbah South, situé sur la rivière Port Hacking au sud.

## Éducation
- Caringbah High School

## Personnalités
- Robbie Maddison (1981-), pilote de moto australien, est né à Caringbah.

## Sources
- (en) Cet article est partiellement ou en totalité issu de l’article de Wikipédia en anglais intitulé « Caringbah » (voir la liste des auteurs).